# Naupoda contracta
Naupoda contracta är en tvåvingeart som beskrevs av Friedrich Georg Hendel 1914. Naupoda contracta ingår i släktet Naupoda och familjen bredmunsflugor.
Artens utbredningsområde är Taiwan. Inga underarter finns listade i Catalogue of Life.